# Теріологія

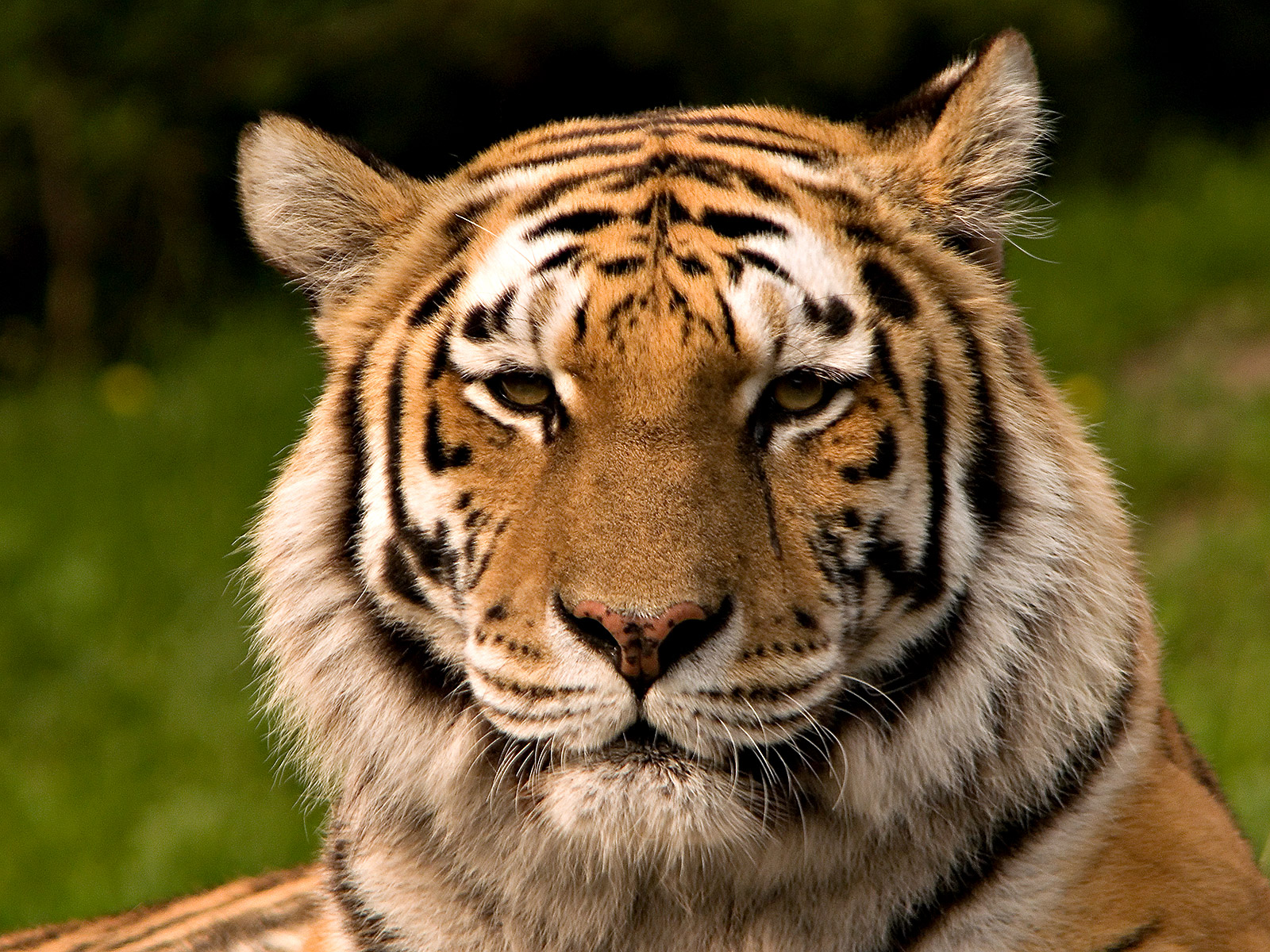
Тигр амурський

Теріоло́гія (від дав.-гр. θηρίον, латиніз. дика тварина, звір і λόγος — слово, наука), також маммаліологія, маммалогія, ссавцезнавство — наука про ссавців, один з розділів зоології.

## Місце в системі природничих дисциплін
Теріологія є одним з найрозвиненіших розділів зоології та суміжних природничих дисциплів у зв'язку з надзвичайним значенням ссавців у житті людини і тим, що сама людина належить до класу ссавців. Теріологія у найширшому розумінні включає такі спеціальні галузі знань або окремі їх частини (і сама є їхньою частиною), як: біогеографія, систематика, таксономія, філогенетика, еволюційне вчення, популяційна екологія, фізіологія, генетика, біологія індивідуального розвитку тощо. Окрім того, теріологічні дослідження важливі для розвитку таких прикладних галузей, як мисливствознавство, селекція, звіроводство тощо.
У свою чергу, теріологія нині розділяється на окремі розділи, наприклад включає хіроптерологію.

## Теріологічна кваліфікація
Теріології навчаються в межах кількох спеціальностей, у тому числі спеціальності «зоологія» (03.00.08 за ВАК). Переважна більшість теріологів в Україні є випускниками кафедр «зоології», «зоології хребетних» або «біології» університетів. Вищі рівні кваліфікації надаються на підставі захистів кандидатських і докторських дисертацій за спеціальностями «зоологія» (в Україні тільки одна спеціалізована рада при Інституті зоології НАН України), «екологія» (5 спеціалізованих рад) та інших.

## Найвідоміші теріологи України
Дослідників наведено за абеткою (за матеріалами розділу «Теріологічна школа: пам'яті наших колег» сайта Українського теріологічного товариства НАН України)

### Теріологи 18—19 ст.
Дослідники 18—19 ст. мали широку кваліфікацію і звичайно займалися наукою щонайменше в мірилі всієї зоології або зоології хребетних. Теріологія посала формуватися пізніше, вже у 20 ст. Проте внесок зоологів того часу в розвиток теріологічних досліджень є дуже суттєвим. Серед них:
- Петро Паллас (1741—1811),
- Микола Кащенко (1855—1935),
- Олександр Завадський (1798—1868),
- Олександр Нікольський (1858—1942),
- Станіслав Петруський (1811—1874),
- Олександр Чернай (1821—1898).

### Теріологи XXст. (за абеткою)
- Василь Абелєнцев, канд. біол. наук (1913—1977)
- Віктор Аверін, докт. с/госп. наук, професор (1885—1955)
- Ілля Барабаш-Нікіфоров, докт. біол. наук, професор (1894—1980)
- Олександр Браунер, професор (1857—1941)
- Микола Гавриленко (1889—1971)
- Яків Зубко, докт. біол. наук (1899—1968)
- Олександр Корнєєв, канд. біол. наук (1903—1987)
- Олена Короткевич, докт. біол. наук (1929—1988)
- Валентин Крижанівський, канд. біол. наук (1938—2008)
- Юлій Крочко, докт. біол. наук, професор (1934—1992)
- Олексій Мигулін, докт. біол. наук, професор (1893—1989)
- Іван Підоплічко, докт. біол. наук, професор, акад. НАН України (1905—1975)
- Борис Попов, без ступеня (1913—1942)
- Євдокія Решетник, канд. біол. наук (1903—1996)
- Іван Сахно, канд. біол. наук (1904—1978)
- Павло Свириденко, докт. біол. наук, акад. НАН України (1897—1971)
- Олександра Скорик, канд. біол. наук (1930—2004)
- Іван Сокур, докт. біол. наук, професор (1908—1994)
- Кость Татаринов, докт. біол. наук, професор (1921—2002)
- Вадим Топачевський, докт. біол. наук, професор, акад. НАН України (1930—2004)

### Діючі провідні теріологи
- Володимир Бондаренко, канд. с/госп. наук, професор
- Анатолій Волох, докт. біол. наук, професор
- Олена Годлевська, канд. біол. наук
- Павло Гольдін, канд. біол. наук, доцент
- Ігор Дзеверін, докт. біол. наук
- Ігор Дикий, канд. біол. наук, доцент
- Альфред Дулицький, канд. біол. наук, доцент
- Ігор Ємельянов, докт. біол. наук, професор, чл.-кор. НАН України
- Ігор Загороднюк, канд. біол. наук, доцент
- Тетяна Крахмальна, канд. біол. наук, ст. наук. співр.
- Аліна Мішта, канд. біол. наук, ст. наук. співр.
- Валентин Несін, канд. біол. наук, ст. наук. співр.
- Леонід Рековець, докт. біол. наук, професор
- Віктор Токарський, докт. біол. наук, професор (1955—2020)
- Марина Шквиря, канд. біол. наук

## Відомі теріологи суміжних країн
- Аргіропуло Анатолій Іванович (1908—1942) — родентолог, морфолог та систематик Зоологічного інституту РАН (Петербург) радянських часів.
- Мартіно Володимир Емануїлович (1889—1961) — теріолог, фауніст, відомий дослідник фауни Криму та Балкан.
- Шварц Станіслав Семенович (1919—1976) — російський теріолог, еколог, розбудовник екоморфологічного напрямку дослідження ссавців.

## Список теріологічних журналів
Це список наукових журналів, що широко відомі серед маммологів. Крім того, існує чимало інших видань з загальної зоології, екології та еволюції, а також охорони природи, які розглядають ссавців, і ще кілька журналів, спеціалізованих на певних таксономічних та інших групах ссавців (напр. кажанів або ВРХ).
| журнал                                | організація                          | періодичність | імпакт-фактор | перший випуск | Open Access | оплата сторінок | Online ISSN | Print ISSN | старіша назва                                |
| ------------------------------------- | ------------------------------------ | ------------- | ------------- | ------------- | ----------- | --------------- | ----------- | ---------- | -------------------------------------------- |
| Journal of Mammalogy                  | Американське товариство маммологів   | щодвамісяці   | 2.308         | 1919          | опційно     | так             | 1545-1542   | 0022-2372  | немає                                        |
| Mammal Review                         | Товариство ссавців                   | щоквартально  | 3.919         | 1970          | опційно     | ні              | 1365-2907   | -          | немає                                        |
| Mammalian Biology                     | Німецьке товариство біології ссавців | щодвамісяці   | 1.337         | 1935          | опційно     | ні              | 1616-5047   | -          | Zeitschrift für Säugetierkunde               |
| Mammalia                              | (Франція)                            | щоквартально  | 0.824         | 1936          | опційно     | ні              | 1864-1547   | -          | немає                                        |
| Mammal Research                       | Польська академія наук               | щоквартально  | 1.161         | 1954          | опційно     | ні              | 2199-241X   | 2199-2401  | Acta Theriologica                            |
| Mammal Study                          | Товариство ссавців Японії            | щоквартально  | 0.426         | 1959          | ні          | ні              | 1348-6160   | 1343-4152  | Journal of the Mammalogical Society of Japan |
| Hystrix, Italian Journal of Mammalogy | Італійська теріологічна асоціація    | щоквартально  | 0.593         | 1986          | так         | ні              | 1825-5272   | -          | немає                                        |
| Galemys, Spanish Journal of Mammalogy | Іспанське товариство маммологів      | щорічно       | -             | 1988          | так         | ні              | 2254-8408   | -          | немає                                        |
| Lutra                                 | Нілерландське товариство ссавців     | двічі на рік  | -             | 1957          | так         | ні              | -           | -          | немає                                        |
| Australian Mammalogy                  | Австралійське товариство ссавців     | двічі на рік  | -             | 1972          | ні          | ні              | 1836-7402   | 0310-0049  | немає                                        |
| Acta Theriologica Sinica              | Мамаліологічне товариство Китаю      | щоквартально  | -             | 1981          | так         | ні              | 1000-1050   | -          | немає                                        |
| Theriologia Ukrainica                 | Українське теріологічне товариство   | двічі на рік  | -             | 1998          | так         | ні              | 2617-1120   | 2616-7379  | Праці Теріологічної школи                    |